# De Hambaken
De Hambaken is een wijk in de stad en gelijknamige gemeente 's-Hertogenbosch, in de Nederlandse provincie Noord-Brabant. De wijk ligt in het stadsdeel Noord ten zuiden van de A59 en telde in 2017 1365 inwoners. Tot de wijk behoren de Muziekinstrumentenbuurt, Sprookjesbuurt en Edelstenenbuurt.
Bij de bouw van de wijk kregen de straten geen eigen straatnamen, maar ze werden genummerd: 1e Hambaken tot en met 10e Hambaken, net als bij andere wijken als onder andere De Rompert, De Donk en De Reit in hetzelfde stadsdeel gebruikelijk was. Vanwege de slechte reputatie van de wijk Hambaken is men een deel van de straten in 1988 alsnog namen gaan geven. Zo zijn de Muziekinstrumentenbuurt, Sprookjesbuurt en Edelstenenbuurt ontstaan. De slechte reputatie bestaat desondanks nog steeds. Alleen de straatnamen 1e Hambaken tot en met 4e Hambaken en de Hambakendreef zijn gebleven en vormen samen de buurt Hambaken, de vierde buurt in de wijk.

## Wet bijzondere maatregelen grootstedelijke problematiek
In september van 2017 besluit het ministerie van Binnenlandse zaken om een aantal wijken van 's-Hertogenbosch aan te wijzen voor de toepassing van de Wet bijzondere maatregelen grootstedelijke problematiek. Hieronder vallen ook de vier buurten van de wijk De Hambaken. In het besluit constateert het ministerie een klimaat van intimidatie en ondermijning in de buurten. Families die een negatieve invloed hebben op de woonomgeving en zich intimiderend gedragen naar andere/nieuwe bewoners, georganiseerde, drugsgerelateerde, criminaliteit en misdaad.  Uitkeringsfraude, overtreden van bouwverordeningen, zwart werken, illegaal onderverhuren, telen van hennep, heling van gestolen goederen en op grote schaal saboteren van energiemeters.